# Tornei di tennis maschili nel 1898
Prima della nascita della cosiddetta "Era Open" del tennis, ossia l'apertura ai tennisti professionisti degli eventi più importanti, tutti i tornei erano riservati ad atleti dilettanti. Nel 1898 tutti i tornei erano amatoriali, tra questi c'erano i tornei del Grande Slam: il Campionato francese di tennis, il Torneo di Wimbledon, e gli U.S. National Championships.

## Calendario

### Gennaio
Nessun evento

### Febbraio
Nessun evento

### Marzo
| Settimana | Torneo                                                                     | Vincitore                                  | Finalista                    | Semifinalisti | Eliminati ai quarti |
| --------- | -------------------------------------------------------------------------- | ------------------------------------------ | ---------------------------- | ------------- | ------------------- |
| 21 marzo  | Monte Carlo Cup 1898 Monte Carlo, Monte Carlo Singolare - Doppio           | Reginald Doherty 4-6, 6-3, 6-3, 4-0 ritiro | Graf Victor Voss             |               |                     |
| 21 marzo  | Monte Carlo Cup 1898 Monte Carlo, Monte Carlo Singolare - Doppio           |                                            |                              |               |                     |
| 29 marzo  | South Australian Championships 1898 Adelaide, Australia Singolare - Doppio | Robert George Bowen 6-2 7-5 6-2            | William Alfred Westhall Lang |               |                     |
| 29 marzo  | South Australian Championships 1898 Adelaide, Australia Singolare - Doppio |                                            |                              |               |                     |

### Aprile
| Settimana | Torneo                                                                            | Vincitore                          | Finalista        | Semifinalisti | Eliminati ai quarti |
| --------- | --------------------------------------------------------------------------------- | ---------------------------------- | ---------------- | ------------- | ------------------- |
| 23 aprile | British Covered Court Championships 1898 Londra, Gran Bretagna Singolare - Doppio | Wilberforce Eaves 6-4 7-5 6-3      | Laurence Doherty |               |                     |
| 23 aprile | British Covered Court Championships 1898 Londra, Gran Bretagna Singolare - Doppio |                                    |                  |               |                     |
| Aprile    | French Covered Court Championships 1898 Parigi, Francia Singolare - Doppio        | George Miéville Simond 9-7 2-6 7-5 | Paul Aymé        |               |                     |
| Aprile    | French Covered Court Championships 1898 Parigi, Francia Singolare - Doppio        |                                    |                  |               |                     |

### Maggio
| Settimana | Torneo                                                                  | Vincitore                            | Finalista             | Semifinalisti           | Eliminati ai quarti                       |
| --------- | ----------------------------------------------------------------------- | ------------------------------------ | --------------------- | ----------------------- | ----------------------------------------- |
| Maggio    | Irish Championships 1898 Dublino, Irlanda Singolare - Doppio            | Harold Mahony 6-1 5-7 9-7 8-6        | Wilberforce Eaves     |                         |                                           |
| Maggio    | Irish Championships 1898 Dublino, Irlanda Singolare - Doppio            |                                      |                       |                         |                                           |
| 14 maggio | New South Wales Championships 1898 Sydney, Australia Singolare - Doppio | Henry Richard Crossman 14-12 6-1 6-2 | Alfred Wallace Dunlop | Gus Kearney Horace Rice | Edwards Mr. Gaden Mr. Wright F. A. Waller |
| 14 maggio | New South Wales Championships 1898 Sydney, Australia Singolare - Doppio |                                      |                       | Gus Kearney Horace Rice | Edwards Mr. Gaden Mr. Wright F. A. Waller |
| 21 maggio | Southern Championships 1898 Washington, USA Singolare - Doppio          | John C. Davidson 6-1 6-2 6-2         | Paret                 |                         |                                           |
| 21 maggio | Southern Championships 1898 Washington, USA Singolare - Doppio          |                                      |                       |                         |                                           |

### Giugno
| Settimana | Torneo                                                                       | Vincitore                                     | Finalista                        | Semifinalisti | Eliminati ai quarti |
| --------- | ---------------------------------------------------------------------------- | --------------------------------------------- | -------------------------------- | ------------- | ------------------- |
| 4 giugno  | Middlesex Championships 1898 Chiswick Park, Gran Bretagna Singolare - Doppio | Harold Mahony 4-6 6-4 7-5 6-2                 | Turketil George Pearson Greville |               |                     |
| 4 giugno  | Middlesex Championships 1898 Chiswick Park, Gran Bretagna Singolare - Doppio |                                               |                                  |               |                     |
| 18 giugno | Kent Championships 1898 Beckenham, Gran Bretagna Singolare - Doppio          | Wilberforce Eaves 6-0 6-0 6-1                 | Turketil George Pearson Greville |               |                     |
| 18 giugno | Kent Championships 1898 Beckenham, Gran Bretagna Singolare - Doppio          |                                               |                                  |               |                     |
| 18 giugno | Northern Championships 1898 Liverpool, Gran Bretagna Singolare - Doppio      | Laurence Doherty 6-1 6-1 8-6                  | Clarence Hobart                  |               |                     |
| 18 giugno | Northern Championships 1898 Liverpool, Gran Bretagna Singolare - Doppio      |                                               |                                  |               |                     |
| 25 giugno | Metropolitan Grass Court Championships 1898 New York, USA Singolare - Doppio | Edwin P. Fischer 7-5 6-2 6-2                  | John C. Davidson                 |               |                     |
| 25 giugno | Metropolitan Grass Court Championships 1898 New York, USA Singolare - Doppio | Edwin P. Fischer R. D. Thuber 4-6 6-3         | John C. Davidson O.M. Bostwick   |               |                     |
| 27 giugno | Torneo di Wimbledon 1898 Londra, Gran Bretagna Singolare - Doppio            | Reginald Doherty 6-3 6-3 2-6 5-7 6-1          | Laurence Doherty                 |               |                     |
| 27 giugno | Torneo di Wimbledon 1898 Londra, Gran Bretagna Singolare - Doppio            | Reginald Doherty Laurence Doherty 6-4 6-4 6-2 | Harold Nisbet Clarence Hobart    |               |                     |

### Luglio
| Settimana | Torneo                                                                        | Vincitore                            | Finalista                 | Semifinalisti | Eliminati ai quarti |
| --------- | ----------------------------------------------------------------------------- | ------------------------------------ | ------------------------- | ------------- | ------------------- |
| 2 luglio  | Welsh Championships 1898 Newport, Gran Bretagna Singolare - Doppio            | Sydney Howard Smith 6-0 6-2 6-3      | A.W. Blake                |               |                     |
| 2 luglio  | Welsh Championships 1898 Newport, Gran Bretagna Singolare - Doppio            |                                      |                           |               |                     |
| 5 luglio  | Pacific Coast Championships 1898 San Rafael, USA Singolare - Doppio           | Sumner Hardy 6-3 2-6 7-5 6-1         | John Holmes               |               |                     |
| 5 luglio  | Pacific Coast Championships 1898 San Rafael, USA Singolare - Doppio           |                                      |                           |               |                     |
| 9 luglio  | Middle States Championships 1898 Mountain Station, USA Singolare - Doppio     | Malcolm Whitman 6-2 6-3 1-6 8-10 6-2 | Mr. S. C. Millet          |               |                     |
| 9 luglio  | Middle States Championships 1898 Mountain Station, USA Singolare - Doppio     |                                      |                           |               |                     |
| 9 luglio  | Northumberland Championships 1898 Newcastle, Gran Bretagna Singolare - Doppio | Sydney Howard Smith 6-3 6-2 6-4      | George Whiteside Hillyard |               |                     |
| 9 luglio  | Northumberland Championships 1898 Newcastle, Gran Bretagna Singolare - Doppio |                                      |                           |               |                     |
| 11 luglio | Campionato francese di tennis 1898 Parigi, Francia Singolare - Doppio         | Paul Aymé 5–7, 6–1, 6–2              | Paul Lebréton             |               |                     |
| 11 luglio | Campionato francese di tennis 1898 Parigi, Francia Singolare - Doppio         | Marcel Vacherot Xenophon Casdagli    |                           |               |                     |
| 16 luglio | Warwickshire Championships 1898 Leamington, Gran Bretagna Singolare - Doppio  | Edward Roy Allen 6-2 6-0 6-3         | John Mycroft Boucher      |               |                     |
| 16 luglio | Warwickshire Championships 1898 Leamington, Gran Bretagna Singolare - Doppio  |                                      |                           |               |                     |
| 16 luglio | Canadian Championships 1898 Niagara Falls, Canada Singolare - Doppio          | Leonard Everett Ware 5-7 6-3 6-4 6-2 | Malcolm Whitman           |               |                     |
| 16 luglio | Canadian Championships 1898 Niagara Falls, Canada Singolare - Doppio          |                                      |                           |               |                     |
| 16 luglio | Queen's Club Championships 1898 Londra, Gran Bretagna Singolare - Doppio      | Laurence Doherty 6-3 6-4 9-7         | Harold Mahony             |               |                     |
| 16 luglio | Queen's Club Championships 1898 Londra, Gran Bretagna Singolare - Doppio      |                                      |                           |               |                     |
| 26 luglio | Western Championships 1898 Chicago, USA Singolare - Doppio                    | Kreigh Collins 6-2 6-2 6-2           | William Bond              |               |                     |
| 26 luglio | Western Championships 1898 Chicago, USA Singolare - Doppio                    |                                      |                           |               |                     |

### Agosto
| Settimana | Torneo                                                                      | Vincitore                                                                | Finalista                  | Semifinalisti | Eliminati ai quarti |
| --------- | --------------------------------------------------------------------------- | ------------------------------------------------------------------------ | -------------------------- | ------------- | ------------------- |
| agosto    | Longwood Bowl 1898 Boston, USA Singolare - Doppio                           | Malcolm Whitman 8-6 6-3 0-6 6-3                                          | Leonard Everett Ware       |               |                     |
| agosto    | Longwood Bowl 1898 Boston, USA Singolare - Doppio                           |                                                                          |                            |               |                     |
| agosto    | Torneo di Boulogne 1898 Boulogne, Francia Singolare - Doppio                | Charles Gladstone Allen 6-2 6-4 6-4                                      | Edward Roy Allen           |               |                     |
| agosto    | Torneo di Boulogne 1898 Boulogne, Francia Singolare - Doppio                |                                                                          |                            |               |                     |
| 6 agosto  | Essex Championships 1898 Colchester, Gran Bretagna Singolare - Doppio       | Herbert Roper Barrett 7-5 6-2                                            | R.W. Wallace               |               |                     |
| 6 agosto  | Essex Championships 1898 Colchester, Gran Bretagna Singolare - Doppio       |                                                                          |                            |               |                     |
| 7 agosto  | Scottish Championships 1898 Moffat, Gran Bretagna Singolare - Doppio        | Laurence Doherty 6-1 6-2 6-2                                             | Ernest Douglas Black       |               |                     |
| 7 agosto  | Scottish Championships 1898 Moffat, Gran Bretagna Singolare - Doppio        |                                                                          |                            |               |                     |
| 12 agosto | Northwestern Championships 1898 Minneapolis, USA Singolare - Doppio         | H.I. Belden 0-6 6-3 6-2                                                  | Trafford Jayne             |               |                     |
| 12 agosto | Northwestern Championships 1898 Minneapolis, USA Singolare - Doppio         |                                                                          |                            |               |                     |
| 13 agosto | Derbyshire Championships 1898 Buxton, Gran Bretagna Singolare - Doppio      | Sydney Howard Smith 6-3 6-0 6-2                                          | David Grainger Chaytor     |               |                     |
| 13 agosto | Derbyshire Championships 1898 Buxton, Gran Bretagna Singolare - Doppio      |                                                                          |                            |               |                     |
| 18 agosto | Suffolk Championships 1898 Saxmundham, Gran Bretagna Singolare - Doppio     | Herbert Roper Barrett 6-2 6-4 6-3                                        | Charles Dixon              |               |                     |
| 18 agosto | Suffolk Championships 1898 Saxmundham, Gran Bretagna Singolare - Doppio     |                                                                          |                            |               |                     |
| 19 agosto | Southern California Championships 1898 Santa Monica, USA Singolare - Doppio | Louis Ransome Freeman 6-1 3-6 6-1 6-1                                    | Picher                     |               |                     |
| 19 agosto | Southern California Championships 1898 Santa Monica, USA Singolare - Doppio |                                                                          |                            |               |                     |
| 20 agosto | German Championships 1898 Amburgo, Germania Singolare - Doppio              | Harold Mahony 6-3 6-3 4-6 6-4                                            | Joshua Pim                 |               |                     |
| 20 agosto | German Championships 1898 Amburgo, Germania Singolare - Doppio              |                                                                          |                            |               |                     |
| 22 agosto | Homburg Cup 1898 Homburg, Germania Singolare - Doppio                       | Reginald Doherty walkover                                                | Laurence Doherty           |               |                     |
| 22 agosto | Homburg Cup 1898 Homburg, Germania Singolare - Doppio                       |                                                                          |                            |               |                     |
| 23 agosto | U.S. National Championships 1898 Newport, USA Singolare - Doppio            | Malcolm Whitman 3-6 6-2 6-2 6-1                                          | Dwight F. Davis            |               |                     |
| 23 agosto | U.S. National Championships 1898 Newport, USA Singolare - Doppio            | Leo Ware Gordon Sheldon 1-6 7-5 6-4 4-6 7-5                              | Holcombe Ward Dwight Davis |               |                     |
| 27 agosto | Queensland Championships 1898 Brisbane, Australia Singolare - Doppio        | Eric Pockley 7-5 6-4 6-3                                                 | F Wailer                   |               |                     |
| 27 agosto | Queensland Championships 1898 Brisbane, Australia Singolare - Doppio        |                                                                          |                            |               |                     |
| 28 agosto | Hampshire Championships 1898 Bournemouth, Gran Bretagna Singolare - Doppio  | Herbert Newcombe Craig walkover (finale non disputata per cattivo tempo) | David Grainger Chaytor     |               |                     |
| 28 agosto | Hampshire Championships 1898 Bournemouth, Gran Bretagna Singolare - Doppio  |                                                                          |                            |               |                     |
| 28 agosto | Swiss International Championships 1898 Zurigo, Svizzera Singolare - Doppio  | Robert Baldwin Hough 6-4 6-3 6-3                                         | Paul Von Herz Hertenried   |               |                     |
| 28 agosto | Swiss International Championships 1898 Zurigo, Svizzera Singolare - Doppio  |                                                                          |                            |               |                     |

### Settembre
| Settimana    | Torneo                                                                             | Vincitore                                    | Finalista              | Semifinalisti | Eliminati ai quarti |
| ------------ | ---------------------------------------------------------------------------------- | -------------------------------------------- | ---------------------- | ------------- | ------------------- |
| settembre    | Torneo di Dinard 1898 Dinard, Francia Singolare - Doppio                           | Arthur Gore 6-2 6-2 6-0                      | E.K. Harvey            |               |                     |
| settembre    | Torneo di Dinard 1898 Dinard, Francia Singolare - Doppio                           |                                              |                        |               |                     |
| 10 settembre | Sussex Championships 1898 Brighton, Gran Bretagna Singolare - Doppio               | George Courtenay Ball Greene 6-1 6-1 2-6 8-6 | David Grainger Chaytor |               |                     |
| 10 settembre | Sussex Championships 1898 Brighton, Gran Bretagna Singolare - Doppio               |                                              |                        |               |                     |
| 19 settembre | South of England Championships 1898 Eastbourne, Gran Bretagna Singolare - Doppio   | Sydney Howard Smith 6-3 2-6 8-6 7-5          | Laurence Doherty       |               |                     |
| 19 settembre | South of England Championships 1898 Eastbourne, Gran Bretagna Singolare - Doppio   |                                              |                        |               |                     |
| 19 settembre | South African Championships 1898 Città del Capo, Sudafrica Singolare - Doppio      | Lennox L. Giddy                              | George Churton Collins |               |                     |
| 19 settembre | South African Championships 1898 Città del Capo, Sudafrica Singolare - Doppio      |                                              |                        |               |                     |
| 24 settembre | Welsh Covered Court Championships 1898 Craigside, Gran Bretagna Singolare - Doppio | Harold Mahony 5-7 6-4 7-5 6-4                | Laurence Doherty       |               |                     |
| 24 settembre | Welsh Covered Court Championships 1898 Craigside, Gran Bretagna Singolare - Doppio |                                              |                        |               |                     |

### Ottobre
| Settimana  | Torneo                                                                    | Vincitore           | Finalista | Semifinalisti | Eliminati ai quarti |
| ---------- | ------------------------------------------------------------------------- | ------------------- | --------- | ------------- | ------------------- |
| 12 ottobre | Western Australian Championships 1898 Perth, Australia Singolare - Doppio | Arthur Henry Greene | K Bolton  |               |                     |
| 12 ottobre | Western Australian Championships 1898 Perth, Australia Singolare - Doppio |                     |           |               |                     |

### Novembre
| Settimana   | Torneo                                                               | Vincitore                         | Finalista             | Semifinalisti | Eliminati ai quarti |
| ----------- | -------------------------------------------------------------------- | --------------------------------- | --------------------- | ------------- | ------------------- |
| 19 novembre | Victorian Championships 1898 Melbourne, Australia Singolare - Doppio | Alfred Dunlop 6-2 1-6 6-2 3-6 6-3 | Thomas Carlyle Irving |               |                     |
| 19 novembre | Victorian Championships 1898 Melbourne, Australia Singolare - Doppio |                                   |                       |               |                     |

### Dicembre
Nessun evento

### Senza data
| Settimana                       | Torneo                                                                            | Vincitore                          | Finalista                 | Semifinalisti | Eliminati ai quarti |
| ------------------------------- | --------------------------------------------------------------------------------- | ---------------------------------- | ------------------------- | ------------- | ------------------- |
|                                 | Mid-Kent Championships 1898 Maidstone, Gran Bretagna Singolare - Doppio           | Edward Roy Allen                   | non conosciuta (bandiera) |               |                     |
|                                 | Mid-Kent Championships 1898 Maidstone, Gran Bretagna Singolare - Doppio           |                                    |                           |               |                     |
|                                 | National Collegiate Championships 1898 New Haven, USA Singolare - Doppio          | Leonard Everett Ware               | non conosciuta (bandiera) |               |                     |
|                                 | National Collegiate Championships 1898 New Haven, USA Singolare - Doppio          |                                    |                           |               |                     |
|                                 | New Zealand Championships 1898 Dunedin, Nuova Zelanda Singolare - Doppio          | Cecil Cleve Cox 6-2, 4-6, 6-3, 6-3 | John U. Collins           |               |                     |
| John U. Collins Cecil Cleve Cox | New Zealand Championships 1898 Dunedin, Nuova Zelanda Singolare - Doppio          |                                    |                           |               |                     |
|                                 | Nice Lawn Tennis Club Championships 1898 Nizza, Francia Singolare - Doppio        | A. Chalier                         | non conosciuta (bandiera) |               |                     |
|                                 | Nice Lawn Tennis Club Championships 1898 Nizza, Francia Singolare - Doppio        |                                    |                           |               |                     |
|                                 | North London Championships 1898 Londra, Gran Bretagna Singolare - Doppio          | Arthur Gore                        | non conosciuta (bandiera) |               |                     |
|                                 | North London Championships 1898 Londra, Gran Bretagna Singolare - Doppio          |                                    |                           |               |                     |
|                                 | North of England Championships 1898 Scarborough, Gran Bretagna Singolare - Doppio | David Grainger Chaytor             | non conosciuta (bandiera) |               |                     |
|                                 | North of England Championships 1898 Scarborough, Gran Bretagna Singolare - Doppio |                                    |                           |               |                     |
|                                 | Swedish Covered Court Championships 1898 Stoccolma, Svezia Singolare - Doppio     | H.M.S. Constable                   | non conosciuta (bandiera) |               |                     |
|                                 | Swedish Covered Court Championships 1898 Stoccolma, Svezia Singolare - Doppio     |                                    |                           |               |                     |
|                                 | Transvaal Championships 1898 Johannesburg, Sudafrica Singolare - Doppio           | E.B.C. Curtis                      | non conosciuta (bandiera) |               |                     |
|                                 | Transvaal Championships 1898 Johannesburg, Sudafrica Singolare - Doppio           |                                    |                           |               |                     |
|                                 | West Sussex Championships 1898 Chichester, Gran Bretagna Singolare - Doppio       | David Grainger Chaytor             | non conosciuta (bandiera) |               |                     |
|                                 | West Sussex Championships 1898 Chichester, Gran Bretagna Singolare - Doppio       |                                    |                           |               |                     |